# Calceolaria mandoniana
Calceolaria mandoniana är en toffelblomsväxtart som beskrevs av Kränzl.. Calceolaria mandoniana ingår i släktet toffelblommor, och familjen toffelblomsväxter. Inga underarter finns listade i Catalogue of Life.